# Die Wasserträger
Die Wasserträger waren ein Chor der Jugendchorbewegung in der deutschen christlichen Musikszene aus Ebhausen.
Der Chor entstand aus der Arbeit des CVJM im Nordschwarzwald, wo er 1970 von Heiner Zahn gegründet wurde. Zahn leitete den Chor bis 1993. Unter seiner Leitung veröffentlichte der Chor acht Alben. Die Wasserträger tourten mit über 50 Konzerten im Jahr sowohl bundesweit als auch international und brachte aus seinen Mitsängern erfolgreiche Solokarrieren wie Andreas Volz und Martin Mast hervor.
Mit Rückgang der Jugendchorbewegung wurde der Chor Anfang der 2000er aufgelöst.

## Diskografie
- Freue dich Welt. (Musikverlag M. Mast)
- Du kennst mich. (Musikverlag M. Mast)
- Kurswechsel. (Musikverlag M. Mast)
- Shalom al Israel. (Schulte & Gerth, 1988)
- Hoffnung für alle. (Musikverlag M. Mast)
- Wasserträger wollen wir sein. (Musikverlag M. Mast)
- Der Besuch. Musical. (Hänssler Music, 2000)
- Leesha: Vom Leben überrascht. Ein Musical von Andy Stanley mit Liedern von Michael W. Smith. (Hänssler Music, 1997)

### Kollaborationen
- Vielharmonie. Sechs Chöre singen neue Lieder.
- Let The Praise Begin. (Hänssler Music, 1998)

### Demo
- In-Takt: Israel-Songs und hebräische Lieder. (Demo in Kollaboration mit Wetzlarer Jugendchor unter der Leitung von Jochen Rieger, Schulte & Gerth, 1987)